# Дом отдыха

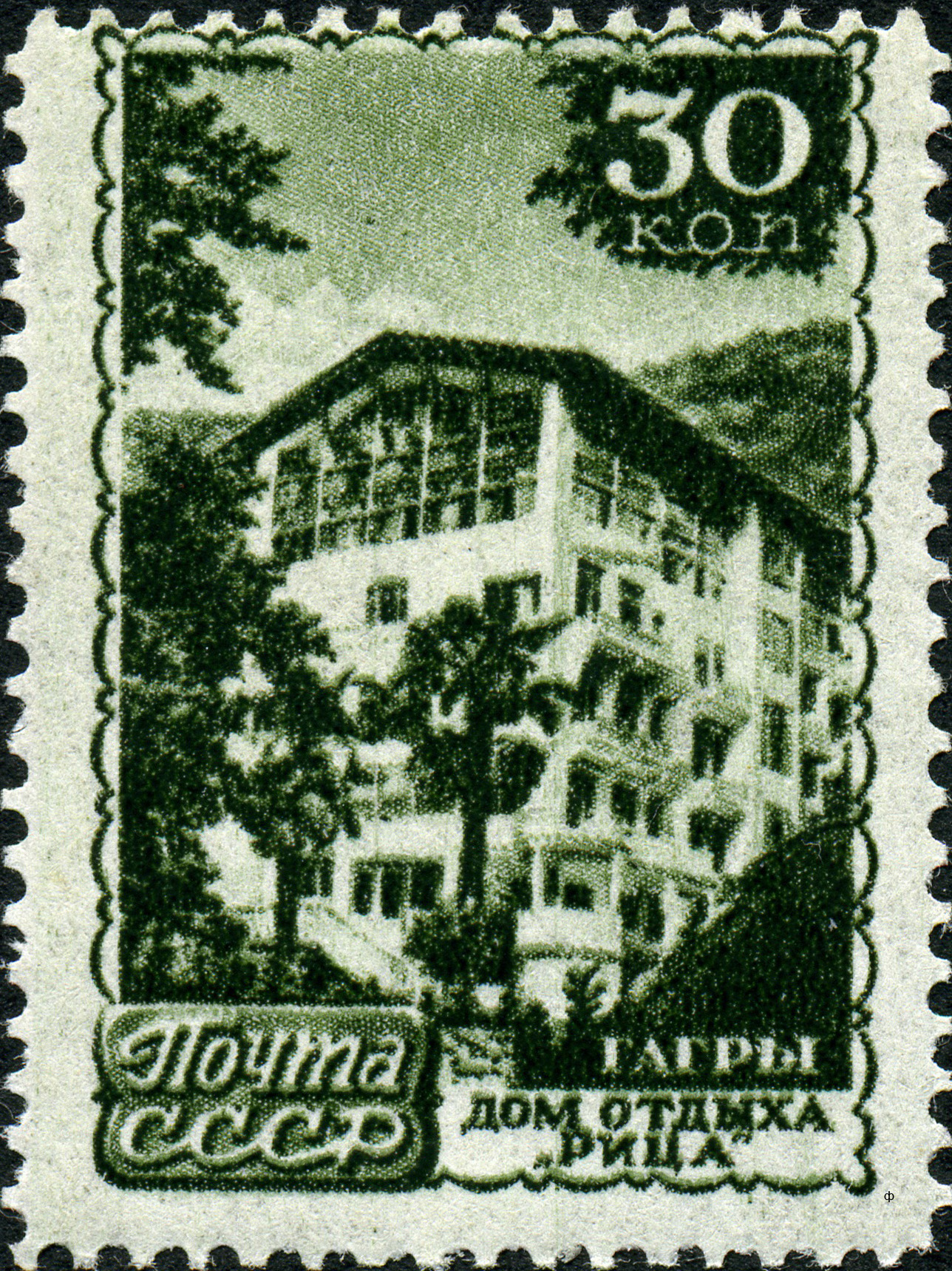
Дом отдыха «Рица» в Гагре на марке СССР 1946 года

Дом отдыха — это учреждение туризма и отдыха, в котором предлагаются услуги проживания и питания в комфортных условиях, обычно сроком от 7 дней до месяца. 
Дома отдыха могут располагаться как в курортных зонах, так и просто в живописных местах. Данные учреждения предназначены для здоровых людей, которым не требуется специальное лечение. Дом отдыха не является медицинским учреждением, в отличие от санаториев и здравниц.

## История

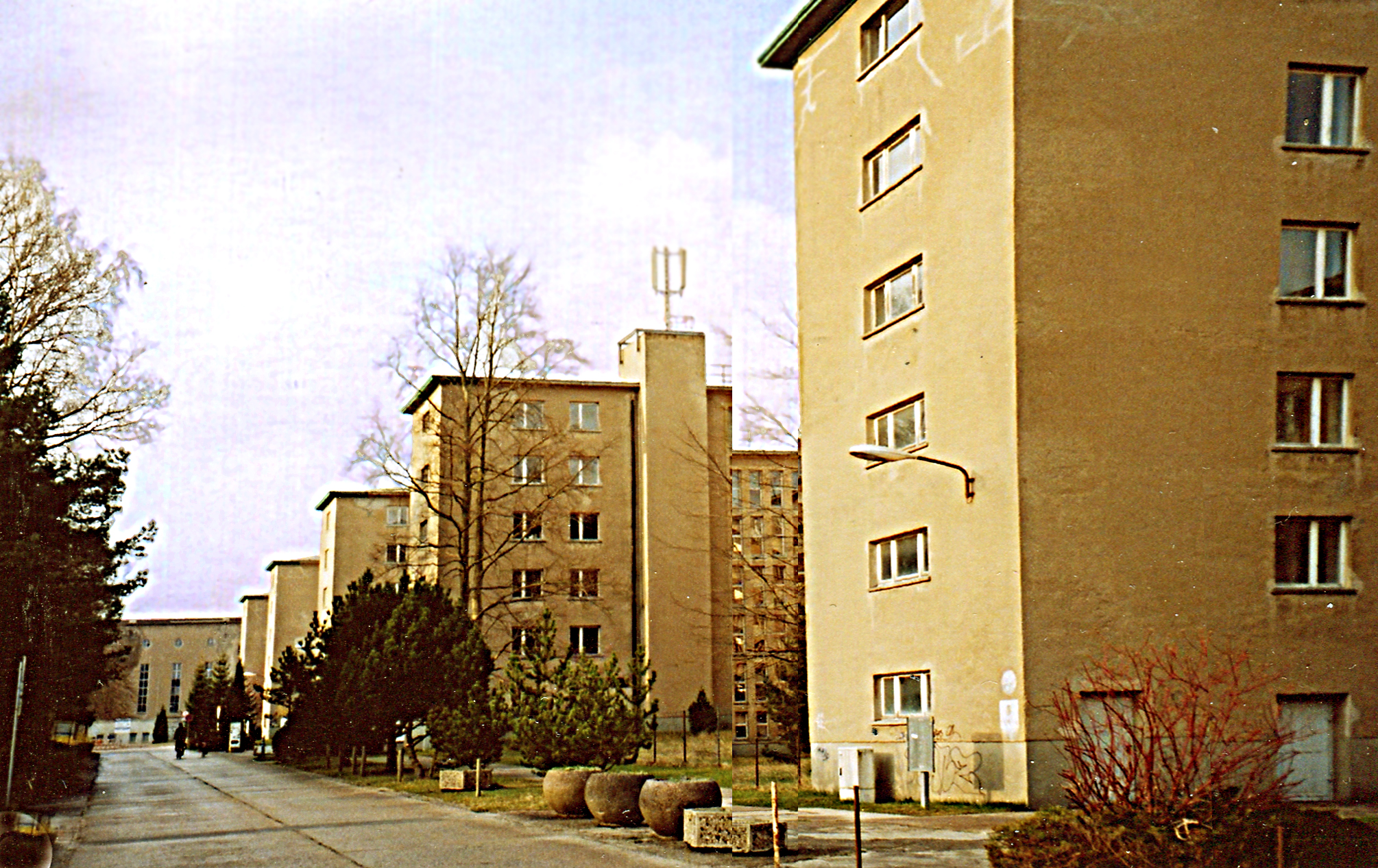
Комплекс для массового отдыха. Остров Рюген. Прора

Дома отдыха были характерны для СССР с самого начала его существования и для других социалистических стран. Они были предназначены для отдыха трудящихся — здоровых людей.  
Декрет СНК РСФСР от 13 мая 1921 года «О домах отдыха» был первым законом послереволюционной России, который регламентировал создание института домов отдыха в целях предоставления рабочим и служащим возможности восстановить свои силы и энергию в течение получаемого ими ежегодного очередного отпуска в наиболее благоприятных и здоровых условиях. Он предписывал использовать для организации домов отдыха в первую очередь загородные дачи, бывшие помещичьи усадьбы, монастыри и тому подобное. Кроме того, декретом предписывалось при доме отдыха создавать сельскохозяйственное предприятие, работники которого будут обеспечивать питание гостей дома отдыха. Данный декрет подписал В. И. Ульянов (Ленин).
В советские дома отдыха рабочие и служащие направлялись по путёвкам — профсоюзным и от фабрично-заводских комитетов, часто бесплатным, или с частичной оплатой (30 процентов стоимости). Упор в советских домах отдыха делался на как можно большее время, проводимое отдыхающим на свежем воздухе, для чего организовывались экскурсии и занятия физкультурой и спортом. На 1970 год в Союзе ССР было более 1 200 домов отдыха (без однодневных) более чем на 220 000 мест.
Дома отдыха и сейчас распространены в бывшем СССР и бывших социалистических странах, но обычно отдых там платный, как в отелях, хостелах и тому подобном.
В таких странах, как Германия 1933−1945 годов, отдых рассматривали как массовую политическую кампанию. В последние годы перед Второй мировой войной широкую известность получил проект гигантского по размерам и протяжённости комплекса Прора, предназначенного для коллективного отдыха немецких рабочих на острове Рюген. Комплекс расположен на песчаном берегу острова между Мукраном и Бинцем и имеет протяженность по фасаду более 4-х километров. Комплекс был построен, но ввести его в эксплуатацию помешала Вторая мировая война. Владельцем комплекса была организация «Сила через радость» (Kraft durch Freude), обладавшая широкими возможностями организации отдыха трудящихся и обеспечения их туристических поездок. Например, этой организации принадлежал известный в истории морских катастроф лайнер «Вильгельм Густлофф».

## Галерея

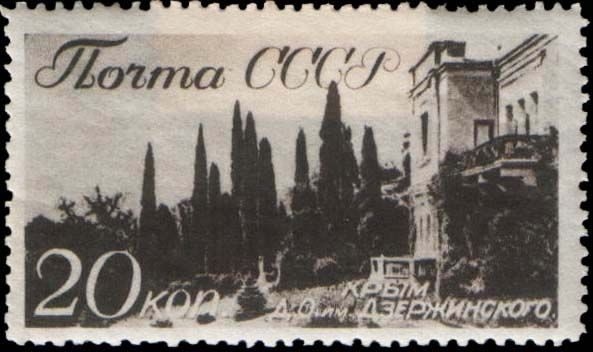
Дом отдыха имени Ф. Э. Дзержинского в Крыму на марке СССР 1938 года  (ЦФА [АО «Марка»] № 619)
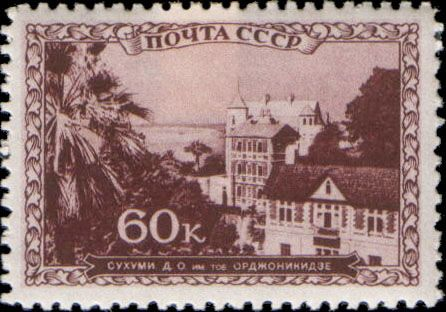
Дом отдыха им. тов. Орджоникидзе в Сухуми на почтовой марке СССР 1939 года  (ЦФА [АО «Марка»] № 712)